# کویا (راهب)
کویا (انگلیسی: Kūya; ۱ ژانویهٔ ۰۹۰۳ – ۲۰ اکتبر ۰۹۷۲) یک بهکشو  اهل ژاپن بود.